# Liste der Kinos in Berlin-Neu-Hohenschönhausen
Die Liste der Kinos in Berlin-Neu-Hohenschönhausen beschreibt das Kino, das im Berliner Ortsteil Neu-Hohenschönhausen existiert (Stand Sommer 2016). 

Die Liste wurde nach Angaben aus den Recherchen im Kino-Wiki aufgebaut und mit Zusammenhängen der Berliner Kinogeschichte aus weiteren historischen und aktuellen Bezügen verknüpft. Sie spiegelt den Stand der in Berlin jemals vorhanden gewesenen Filmvorführeinrichtungen als auch die Situation im Januar 2020 wider. Danach gibt es in Berlin 92 Spielstätten, was Platz eins in Deutschland bedeutet, gefolgt von München (38), Hamburg (28), Dresden (18) sowie Köln und Stuttgart (je 17). 
Gleichzeitig ist diese Zusammenstellung ein Teil der Listen aller Berliner Kinos und der Ortsteillisten.
| Name/Lage                  | Adresse                 | Bestand   | Beschreibung und Bild |
| -------------------------- | ----------------------- | --------- | --- |
| Cinemotion Cinemaxx (Lage) | Wartenberger Straße 174 | seit 1998 | Das Kino steht zwischen den beiden Teilen der Großsiedlung unweit vom S- und Fernbahnhof Hohenschönhausen und dem Einkaufszentrum. Die Neubauten im damaligen Bezirk Hohenschönhausen wurden seit Mitte der 1980er Jahre im Rahmen des Wohnungsbauprogramms auf Falkenberger und Wartenberger Flur erbaut, wo bis in die 1970er Jahre noch Rieselfeldgelände bestand. Das Filmtheater wurde als Element der Infrastruktur zur Kino-Versorgung dieser Großsiedlung und eingelagerter Siedlungsgebiete errichtet. Das Multiplex-Kino der Cinemaxx-Gruppe wurde nach Rekordbauzeit von sieben Monaten am 11. Dezember 1998 eröffnet. Das Kinogebäude verfügt über 2000 Sitzplätze in neun Kinosälen, hinzu kommt eine Gaststätte und eine Spielhalle. Vorwiegend werden diese mit Hollywood-Filmen in synchronisierter Fassung bespielt. Als Cinemaxx wurde es bis zum 30. September 2008 betrieben und am 1. Oktober 2008 übernahm „K-Motion GmbH & Co. KG“. Der Gebäudekomplex erhielt entsprechend den Namen CineMotion Hohenschönhausen. Alle Säle haben einen hohen Steigungswinkel und einen breiten Sitzreihenabstand für gute Sicht auf die Leinwand und behindertengerechte Zugänge. Die neun unabhängig bespielbaren Kinos sind entsprechend der Bauzeit mit Digital-Projektion und Dolby Digital ausgestattet. 1998 wurden nach Betreiberangabe alle Säle nach der THX-Norm gebaut, wobei zur Eröffnung des Gebäudes nur zwei Säle mit dem THX-Gütesiegel ausgestattet waren. Seit Ende 2009 wurden teilweise neuere Projektoren mit 3D-Projektionsmöglichkeit installiert. - Kino 1: 228 Sitze, Digital/3D, 6,10 m × 13,20 m, Ton: Dolby Digital - Kino 2: 152 Sitze, Digital/3D, 5,10 m × 10,60 m, Ton: Dolby Digital - Kino 3: 484 Sitze, Digital, 9,10 m × 21,50 m, Ton: Dolby Digital, DTS - Kino 4: 152 Sitze, Digital, 5,10 m × 10,60 m, Ton: Dolby Digital - Kino 5: 228 Sitze, Digital/3D HFR, 6,10 m × 13,20 m, Ton: Dolby Digital - Kino 6: 236 Sitze, Digital, 6,10 m × 13,20 m, Ton: Dolby Digital, DTS - Kino 7: 149 Sitze, Digital, 6,10 m × 13,20 m, Ton: Dolby Digital - Kino 8: 149 Sitze, Digital, 5,10 m × 10,60 m, Ton: Dolby Digital - Kino 9: 236 Sitze, Digital, 6,10 m × 13,20 m, Ton: Dolby Digital, DTS Das von Architekt Helmut Sprenger entworfene Kinogebäude steht auf dem Gelände des ehemaligen Hörsaals des Lehrerbildungsinstituts. Speziell für das CinemaxX zugeschnittene Fertigteile ermöglichten den rechteckigen Bau. Neben den Haupteingängen tragen zwei silberne Säulen eine querliegende taubenblauen Attika (anfangs) mit dem Schriftzug der Kinokette CinemaxX und folgend dem Logo von CineMotion. Das deckenhohe sonnenschutzglas-verkleideten Foyer wird von einer Vielzahl Halogenspots beleuchtet und durch den typisch anthrazitfarbenen CinemaxX-Teppich mit farbigen Sternchen ergänzt. Der Fußboden im vorderen Foyerbereich ist grau und mit Naturstein belegt. Im hinteren Foyerbereich sind die blauen Neonröhren parallel zur freischwebenden Decke seit dem Betreiberwechsel nicht mehr in Betrieb. Von den vier Kassentresen im Foyer sind maximal zwei besetzt. |

## Anmerkung
1. ↑  Kein anderes CinemaxX-Kino in Deutschland wurde so schnell genehmigt und aufgebaut. Die aus einem DDR-Kombinatsbetrieb hervor gegangene imbau Berlin GmbH unter dem Projektleiter Andreas Pöthke erhielt den Zuschlag für den Kinobau wegen der von Experten für unmöglich gehaltenen kurzen Bauzeit. In Zusammenarbeit mit 38 lokal und im Umland ansässigen Firmen erfolgte der Bau mit Grundsteinlegung im Mai 1998, Richtfest im August und Eröffnung am 11. Dezember.